# Republic P-47 Thunderbolt
El Republic P-47 Thunderbolt (otra gramática de rayo en inglés), también conocido por su apodo "Juggernaut" o simplemente "Jug" o "T-bolt", fue un avión de combate de las Fuerzas Aéreas del Ejército de los Estados Unidos (USAAF) en la Segunda Guerra Mundial, producido por los Estados Unidos desde 1941 hasta 1945. Su armamento primario consistía en ocho ametralladoras Browning M2 de calibre .50 y como cazabombardero podía llevar cinco cohetes de 127 mm o una carga de bombas de 1103 kg. Cuando estaba completamente cargado, el P-47 pesaba hasta ocho toneladas, convirtiéndolo en uno de los aviones de caza más pesados de la guerra. El P-47 fue diseñado alrededor del poderoso motor Pratt & Whitney R-2800 Double Wasp, que también fue utilizado por dos cazas de la Armada de los Estados Unidos, el Grumman F6F Hellcat y el Vought F4U Corsair. El Thunderbolt fue efectivo como caza de escolta de corto a medio alcance en combates aire-aire a gran altitud y en ataques terrestres en los teatros europeos y del Pacífico de la Segunda Guerra Mundial.
El P-47 fue uno de los principales cazas de las USAAF en la Segunda Guerra Mundial y sirvió con las fuerzas aéreas aliadas, incluidas Francia, Reino Unido y la Unión Soviética. Escuadrones mexicanos y brasileños que combatieron junto a Estados Unidos, también volaron el P-47.
El P-47 demostró ser efectivo en el combate aéreo frente a la Luftwaffe, pero demostró además ser especialmente capaz en el papel de ataque a tierra. Estaba armado con ocho ametralladoras de calibre .50, cuatro en cada ala. Su equivalente moderno en ese papel, el Fairchild-Republic A-10 Thunderbolt II, comparte nombre en honor a su uso como cazabombardero de asalto.

## Historia
El más famoso de todos los productos de la compañía, el Republic P-47 Thunderbolt, diseñado por el ingeniero aeronáutico de origen georgiano Alexander Kartveli, jugó un papel muy significativo durante la Segunda Guerra Mundial. Fue elegido como avión de caza estándar del Ejército de Estados Unidos ante la previsión de que el país entrara en guerra, y de este modelo fueron construidos 15 677 ejemplares antes de que su producción cesara, tras cancelarse una serie de pedidos abiertos, al producirse la rendición japonesa.
Al igual que otros grandes aviones de combate, el P-47 recibió dos sobrenombres. El primero de ellos ,"Jug" (un diminutivo de ""Juggernaut" (Trasto) debido a sus considerables proporciones), le fue asignado por sus tripulantes, mientras que el segundo, "T-bolt", era una simple contracción de su nombre oficial.
Heredero de una saga de aviones que naciera con el Seversky P-35 del ingeniero de origen ruso Alexander Nikolaievich Prokofiev de Seversky, se perpetuará con el Republic P-43 Lancer y se perfeccionará con el previsto P-44 de elevadas prestaciones, el P-47 fue fruto de la indecisión que atenazaba al USAAC en 1940 sobre si construir cazas ligeros o pesados. Los planes de encargar los proyectos de cazas ligeros Republic AP-4 y AP-10 redesignados respectivamente XP-47 y XP-47A, fueron cancelados al analizarse los informes sobre los combates aéreos que tenían lugar en el Frente Occidental. Kartveli esbozó entonces sus propuestas para un caza pesado que cumpliese con los nuevos requerimientos, basando su concepto en el empleo del motor turboalimentado Pratt & Whitney R-2800 Double Wasp y consiguiendo un contrato para un prototipo XP-47B derivado de su diseño.

## Diseño y desarrollo

### P-43 Lancer/XP-47B

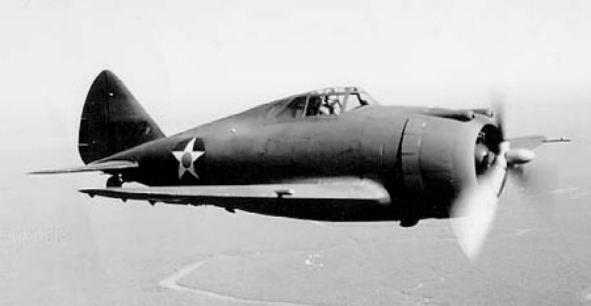
Caza de preguerra estadounidense Republic P-43 Lancer.

En 1939, Republic Aviation diseñó el demostrador AP-4, impulsado por un motor radial Pratt & Whitney R-1830 con un turbocompresor montado. Mientras que el Republic P-43 Lancer estaba en producción limitada, Republic había estado trabajando en el P-44 Rocket mejorado con un motor más potente, así como en un caza designado como AP-10. Este último era un avión ligero propulsado por el motor V-12 Allison V-1710 refrigerado por líquido y armado con ocho ametralladoras Browning M2. El USAAC respaldó el proyecto y le dio la designación XP-47.
El P-47 Thunderbolt era un diseño de Alexander Kartveli, y debía reemplazar el Seversky P-35, que fue desarrollado anteriormente por el inmigrante ruso Alexander Seversky.
A medida que la guerra en Europa se intensificó en la primavera de 1940, Republic y el USAAC concluyeron que los prototipos XP-44 y el XP-47 eran inferiores a los cazas de la Luftwaffe. Republic intentó sin éxito mejorar el diseño, proponiendo el XP-47A. Kartveli diseñó un caza mucho más grande, que se le ofreció a la USAAC en junio de 1940. Las Fuerzas Aéreas ordenaron un prototipo en septiembre, que se designaría como el XP-47B. El XP-47A, que tenía poco en común con el nuevo diseño, fue abandonado.
El XP-47B era de construcción completamente metálica (excepto para las superficies de control recubiertas de tela) con alas elípticas, con un borde delantero recto que se barría ligeramente hacia atrás. La cabina era espaciosa y el asiento del piloto era cómodo, "como un sillón", como comentó un piloto más tarde. Los depósitos de combustible autosellantes principales y auxiliares se colocaron debajo de la cabina, dando una capacidad total de combustible de 1155 l.
El XP-47B era muy pesado en comparación con los cazas monomotores contemporáneos, con un peso vacío de 4490 kg, o un 65 % más que el YP-43. Kartveli dijo: "Será un dinosaurio, pero será un dinosaurio con buenas proporciones". El armamento consistía en ocho ametralladoras Browning AN/M2 de calibre .50 (12,7 mm), cuatro en cada ala, que estaban escalonadas para permitir la alimentación de las cajas de municiones una al lado de la otra, cada una con una capacidad de 350 cartuchos. Las ocho ametralladoras le dieron al caza una cadencia de fuego de aproximadamente 100 disparos por segundo.
El XP-47B voló por primera vez el 6 de mayo de 1941 con Lowry P. Brabham en los controles. Aunque hubo problemas menores, como el humo en la cabina que resultó ser un goteo de aceite, el avión resultó impresionante en sus primeras pruebas. Finalmente se perdió en un accidente el 8 de agosto de 1942, pero antes de ese percance, el prototipo había alcanzado una velocidad de 663 km/h a 7864 m de altitud, y había demostrado un ascenso desde el nivel del mar a 4600 m de altitud en cinco minutos.

### XP-47E, XP-47F, P-47B y P-47C

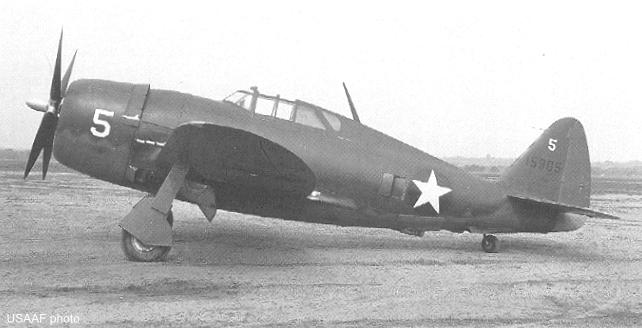
P-47B-RE 41-5905 asignado al 56th Fighter Group en el aeropuerto de Teterboro. Nótense las ventanas detrás de la cabina y la cubierta deslizante, una indicación de que se trataba de un P-47B de producción temprana.

El XP-47B le dio a las Fuerzas Aéreas del Ejército de los Estados Unidos (recientemente reorganizadas) causa de optimismo y aprensión. Si bien poseía un buen rendimiento y poder de fuego, el XP-47B tuvo su parte de los problemas iniciales:
- Las cubiertas del dosel lateral tenían tendencia a atascarse.
- La instalación de armas múltiples, con su ajuste y cintas de munición apretadas, experimentó problemas de atascos, especialmente durante y después de una maniobra difícil.
- La maniobrabilidad fue menor que la deseada en comparación con el Supermarine Spitfire y el Messerschmitt Bf 109.
- El acceso a los accesorios traseros del motor era difícil debido al corto montaje del motor utilizado.
- A gran altura, los alerones "se agarrotaban y se congelaban".
- A altas velocidades, las cargas de control se consideraban excesivas.

Republic solucionó los problemas al instalar una cubierta que se deslizaba hacia atrás y que se podía desprender en caso de emergencia, un sistema de encendido presurizado y nuevas superficies de control totalmente metálicas. El acceso de mantenimiento deficiente del motor radial Double Wasp en las variantes de serie B tuvieron que esperar hasta que el P-47C introdujera un nuevo montaje del motor. Mientras los ingenieros trabajaron frenéticamente para que su "dinosaurio" volara correctamente, las USAAF ordenaron 171 P-47B. Un prototipo de ingeniería P-47B se entregó en diciembre de 1941, con un prototipo de producción siguiente en marzo de 1942, y el primer modelo de producción proporcionado en mayo. Republic continuó mejorando el diseño a medida que se producían los P-47B, y aunque todos los P-47B tenían la cubierta deslizante y el nuevo regulador de turbocompresores General Electric para el motor R-2800-21, características como las superficies de control totalmente metálicas no fueron estándar desde el principio. Una modificación en el P-47B, también requerida para los primeros modelos del Grumman F4F Wildcat y del Grumman F6F Hellcat de la Armada de los Estados Unidos, fue el mástil de radio detrás de la cabina, que se inclinó hacia adelante para mantener la longitud del cable de la antena diseñada originalmente, a pesar de la nueva cubierta deslizante.
El P-47B dio lugar a algunas variantes "únicas". En septiembre de 1942, el 171.º y último P-47B (41-6065) también se usó como una plataforma de pruebas bajo la designación XP-47E, para evaluar el motor R-2800-59, una cabina presurizada con un toldo con bisagras y, finalmente, una nueva hélice Hamilton Standard. Los planes de producción se cancelaron después de un mayor énfasis en las operaciones de bajo nivel en Europa. Posteriormente, otro P-47B se equipó con un nuevas alas de flujo laminar en busca de un rendimiento superior y fue redesignado XP-47F.
En 1942, un ejemplar del motor Fairey P-24 Monarch de 3000 hp, junto con el avión de pruebas Fairey Battle en el que se instaló, fue enviado a Wright Field para probarlo con vistas a su posible instalación en el P-47. Después de alrededor de 250 horas de vuelo de pruebas con el motor P-24 en Wright Field, la idea de volver a poner en marcha el P-47 con el P-24 fue abandonada.
Los cambios de producción abordaron gradualmente los problemas del P-47B y, en general, con la experiencia, las USAAF decidieron que el P-47 valía la pena, y rápidamente siguió la orden inicial de P-47B con otro pedido por 602 ejemplares más de un modelo mejorado, llamado P-47C, con el primero de esta variante entregado en septiembre de 1942.
Las entregas iniciales del Thunderbolt a las USAAF fueron para el 56th Fighter Group, que también estaban en Long Island. El 56th FG sirvió como unidad de evaluación operacional para el nuevo caza. Los problemas de desarrollo continuaron. Un piloto de prueba de Republic murió en el quinto P-47B de producción, cuando perdió el control en un picado el 26 de marzo de 1942 y se estrelló debido al fallo del ensamblaje de cola, después de que las superficies de la misma, recubiertas de tela, se hincharan y rompieran. La introducción de los sistemas revisados de equilibrio del timón y del elevador y otros cambios corrigió estos problemas.
Esencialmente similar al P-47B, el P-47C inicial presentaba superficies de control completamente metálica reforzadas, un turbocompresor mejorado de General Electric y un mástil corto de radio vertical. Después de la fabricación inicial de 57 P-47C, la producción se trasladó al P-47C-1, que tenía una extensión del fuselaje de 20 cm hacia adelante de la cabina para corregir los problemas del centro de gravedad, facilitar el mantenimiento del motor y permitir la instalación de un nuevo soporte en el motor. Hubo una serie de otros cambios, como escapes revisados para los refrigeradores de aceite, y arreglos para los frenos, el tren de aterrizaje y los sistemas eléctricos, así como un timón y elevador rediseñados. Los 55 P-47C-1 fueron seguidos por 128 P-47C-2 que introdujeron un punto fijo central con grilletes bajo el fuselaje para una bomba de 227 kg y 758 l de combustible, que se ajustaba a la parte inferior del fuselaje. La principal variante de producción del P-47C fue el P-47C-5, que introdujo una nueva antena de látigo. Con el uso de depósitos de caída a presión, el P-47C pudo ampliar su alcance en misiones que comenzaron el 30 de julio de 1943.

### P-47D, P-47G, P-47M/P-47N

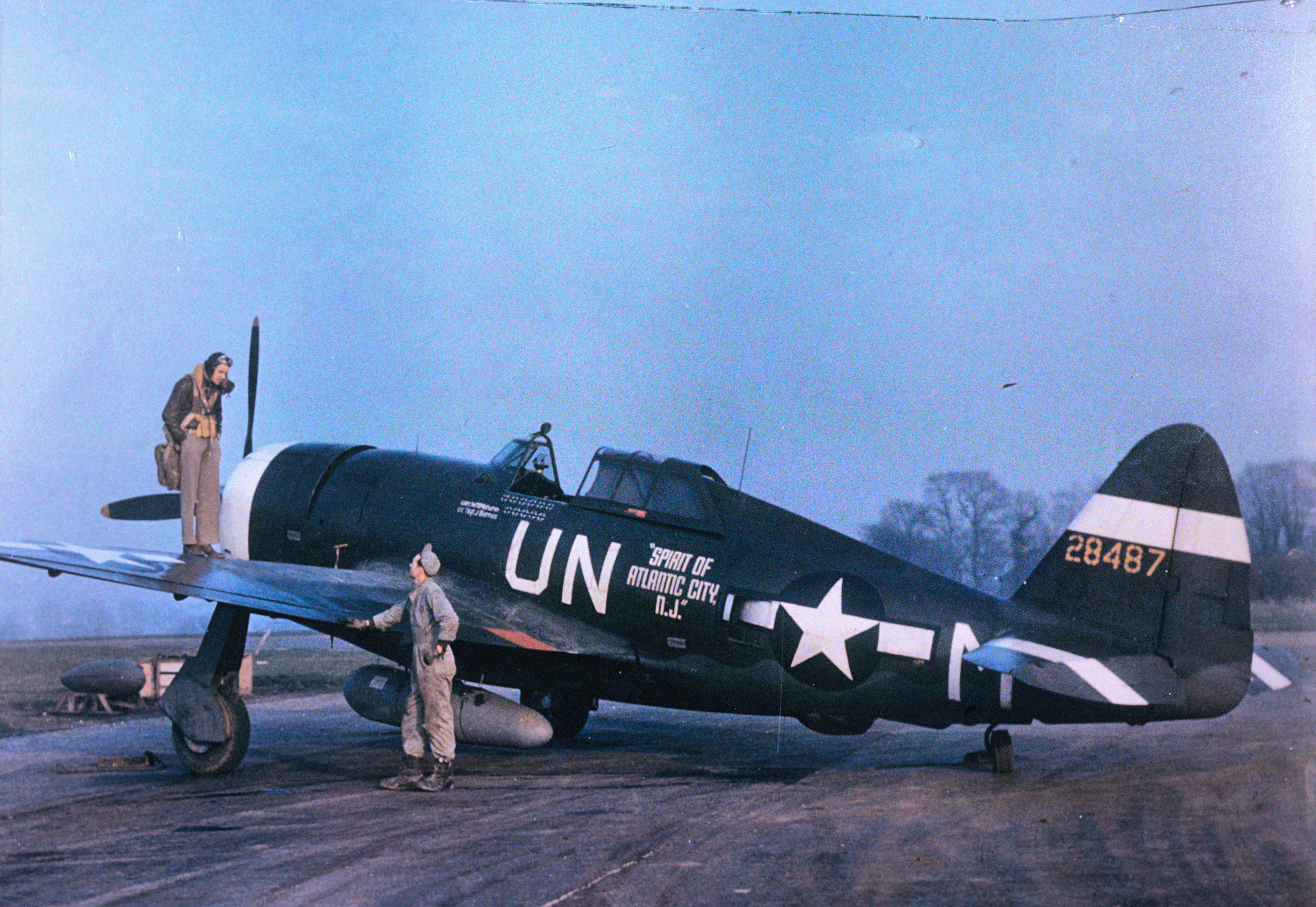
P-47D Thunderbolt 42-8487 del 56th Fighter Group. El esquema de pintura era todavía verde y en la foto se puede ver a Walker Mahurin, que logró 20 derribos.

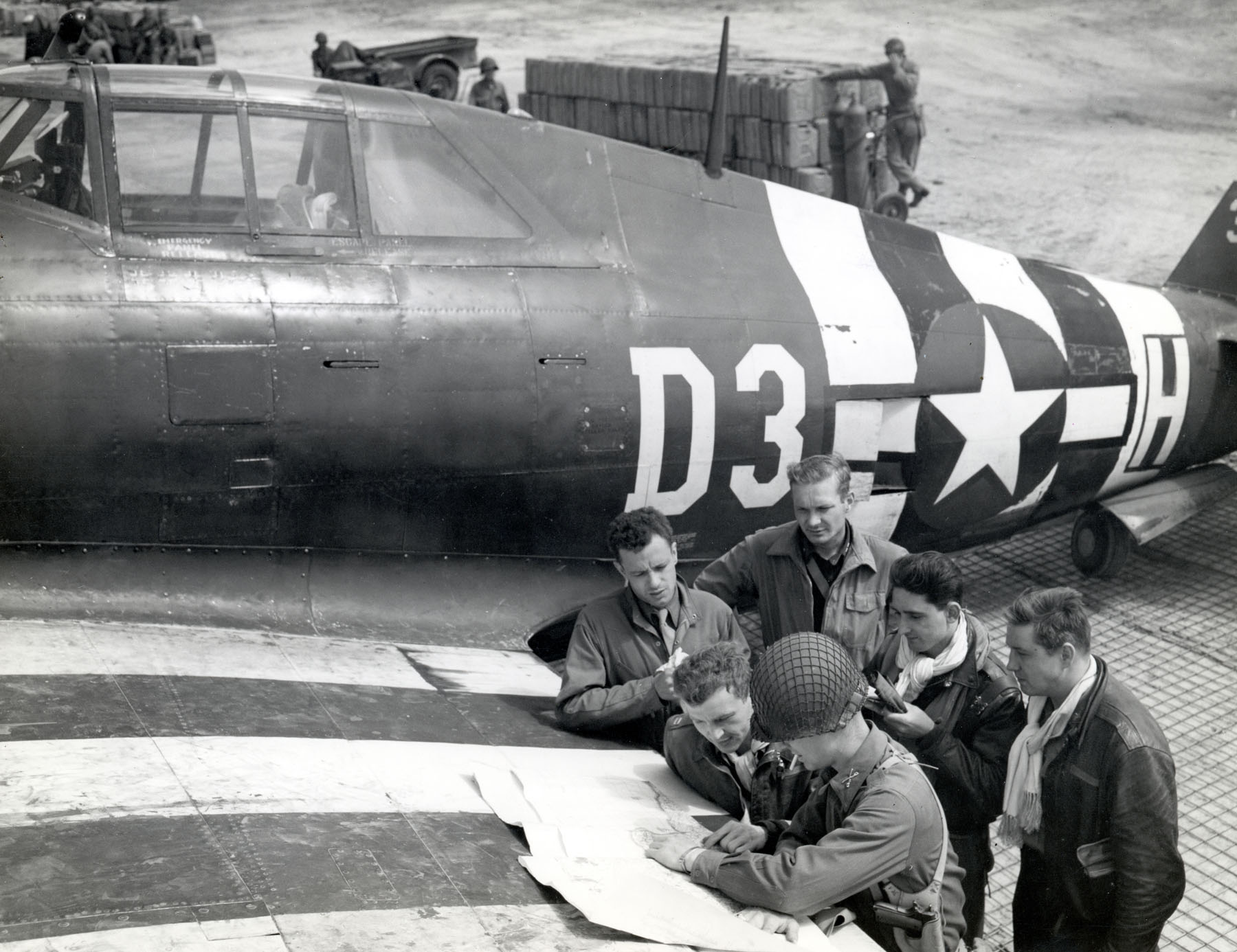
Un P-47B aterrizado en Sainte-Mère-Église, Francia, el 15 de junio de 1944, 9 días después del Día D.

El último P-47B tenía una cabina presurizada y fue designado XP-47E. El 172.º fue el primer P-47C; se resolvió un problema fundamental de equilibrio con el emplazamiento del motor algo más de 30 cm hacia adelante, y se equipó por primera vez con un soporte bajo el fuselaje para una bomba de 227 kg o un depósito lanzable de 757 l. Exteriormente, el cambio más obvio era el acortamiento del mástil vertical de la antena de radio. Los estándares de identificación eran tan pobres que a los primeros Thunderbolt (que por arriba iban completamente pintados de verde oliva), para no confundirlos con los Fw 190, se les añadieron bandas blancas de través en los planos de cola y morro, muy similares a las "bandas de invasión" que llevarían todos los aviones aliados un año después.
A pesar de que el primer pedido para el P-47D fue cursado el 13 de octubre de 1941, hasta mediados de 1943 no se alcanzó un buen ritmo de producción. Se construyeron 12 602 aviones de esta versión, muchos más que de cualquier otro caza estadounidense, incluyendo los salidos de la nueva factoría de Evansville (Indiana). Un lote posterior de 345 aparatos fue fabricado por Curtiss-Wright como P-47G.
El P-47D incorporaba un surtido completo de mejoras, dictadas por la experiencia en combate real: motor perfeccionado con inyección de agua para empuje de emergencia en combate, mejor instalación turbocompresora, blindaje mejorado para el piloto, y neumáticos de capa múltiple que no se reventaban ni siquiera en los aeródromos improvisados, con el avión cargado de bombas o de combustible. La posibilidad de transportar juntas las dos cargas llegó con el P-47D-20 (y sus contrapartidas de la planta de Evansville, que introducía un ala "universal" con soportes subalares para bombas de 454 kg en cada lado y/o un depósito de 568 l, más la carga ventral. Con tres depósitos, el P-47 pudo escoltar hasta el interior de Alemania a los bombarderos; los P-47D sirvieron también en gran número en el Pacífico y con la RAF (825, principalmente en Birmania), la Unión Soviética (203, de los que 197 fueron entregados), Brasil y México (y muchas más fuerzas aéreas en la posguerra).
En julio de 1943, se rebajó la parte trasera del fuselaje de un avión para acoplarle la cubierta de burbuja de un Hawker Typhoon. El XP-47K hizo tan popular la nueva cabina que inmediatamente entró en producción, a partir del P-47D-25-RE y en Evansville a partir del P-47D-26-RA. Hasta ese momento, la factoría de Farmingdale había entregado 3692 P-47D y la de Indiana, 1461; desde el -25 en adelante, las dos factorías produjeron 2547 y 4632 aparatos. A pesar del enorme incremento de peso (hasta 7938 kg), el motor sobrealimentado mejoraba las prestaciones, y aún ganó un poco más (122 m extras por minuto en trepada) como resultado de la colocación de una hélice de palas anchas especialmente a propósito para grandes alturas. El fuselaje trasero rebajado ocasionaba una ligera pérdida de estabilidad direccional y desde el lote D-27-RE el área de la deriva se aumentó con una aleta dorsal extendida casi hasta la cabina. Desde el bloque D-35-RA, se acoplaron a las alas unos soportes para cinco cohetes sin raíl de 127 mm.
Las últimas variantes producidas fueron el P-47M "hot-rod" (varilla caliente (optimizado para la mayor velocidad posible)), y el P-47N, optimizado para misiones de largo alcance, con el Pacífico en mente de quienes lo encargaron. El P-47M fue producido rápidamente en el verano de 1944 para contrarrestar la amenaza de las bombas volantes Fieseler Fi 103 (V-1), que los P-47 normales interceptaban con grandes dificultades, y de los diversos cazas cohete y a reacción alemanes. El P-47M era básicamente un modelo tardío de P-47D, al que se había acoplado un motor R-2800-57 (C) de turbocompresor CH-5 repotenciado con el que, previamente, el XP-47J experimental había conseguido volar a 811 km/h. El otro único cambio importante fue la colocación de frenos aerodinámicos en las alas, para ayudarle a disminuir la velocidad en el momento de colocarse a cola de un avión enemigo más lento, antes de abrir fuego.
El P-47N, en cambio, era casi un avión nuevo a causa de su ala de mayor envergadura y diseño totalmente nuevo, no solo para adecuarse al peso bruto incrementado, sino además, y por primera vez, para alojar combustible. Un depósito de 352 l iba colocado en cada semiala; de este modo, y contando con los depósitos externos, la capacidad máxima de combustible era de 4792 l, resultando así un caza de largo alcance realmente capaz de operar en las inmensidades del teatro del Pacífico. A cambio, el peso a plena carga de 9606 kg obligó a reforzar el tren de aterrizaje, y por tanto precisaba aeródromos largos y en buen estado que escaseaban. Las características del P-47N de producción incluían un motor -77, alerones ampliados y puntas de ala cuadradas para toneles rápidos, y lanzacohetes sin raíles. Farmingdale construyó 1667 ejemplares, y Evansville consiguió entregar los primeros 149 de un pedido de 5934. Farmingdale completó el último de la serie P-47N hasta su cancelación en diciembre de 1945, elevando el total de todas las versiones a 15 660.

## Variantes
| Variante                 | Número construidos | Números de serie                                          | Notas |
| ------------------------ | ------------------ | --------------------------------------------------------- | --- |
| XP-47                    | 1                  | 40-3051                                                   | Prototipo, cancelado durante la construcción. |
| XP-47A                   | 1                  | 40-3052                                                   | Prototipo, cancelado durante la construcción. |
| Total XP-47, XP-47A      | 2                  |                                                           | |
| XP-47B                   | 1                  | 40-3052 (número de serie transferido del abortado XP-47A) | Prototipo; motor R-2800-21 |
| Total XP-47B             | 1                  |                                                           | |
| P-47B-RE                 | 171                | 41-5895/6065                                              | Motor R-2800-21; alerones modificados recubiertos de metal; compensadores; cubierta deslizable; parabrisas con sistema anti-hielo; el 41-5938 convertido en XP-47F con ala mayor de flujo laminar; el 41-6065 convertido a XP-47E con cabina presurizada y cubierta abisagrada.                |
| Total P-47B              | 171                |                                                           | |
| P-47C-RE                 | 57                 | 41-6066/6123                                              | Motor R-2800-21; superficies de cola reforzadas. |
| P-47C-1-RE               | 55                 | 41-6124/6177                                              | Motor R-2800-21; extensión de 20,32 cm añadida al fuselaje por delante de la cabina. |
| P-47C-2-RE               | 128                | 41-6178/6305                                              | Motor R-2800-21; soporte ventral para bomba o depósito de combustible. |
| P-47C-5-RE               | 362                | 41-6306/6667                                              | Motor R-2800-21; nuevos radio, instrumentos, y antena; calefacción de cabina. |
| Total P-47C              | 603                |                                                           | |
| P-47D-1-RE               | 105                | 42-7853/7957                                              | Motor R-2800-21; casi idéntico al P-47C-2-RE; flaps de capota adicionales y blindaje del piloto. |
| P-47D-1-RA               | 114                | 42-22250/22363                                            | Motor R-2800-21; la primera variante del P-47 construida en la nueva fábrica de Republic en Evansville, Indiana; idéntico al P-47D-1-RE. |
| P-47D-2-RE               | 445                | 42-7958/8402                                              | Motor R-2800-21; cobertura del turbosobrealimentador retirada. |
| P-47D-2-RA               | 200                | 42-22364/22563                                            | Motor R-2800-21; idéntico al P-47D-2-RE. |
| P-47D-3-RA               | 100                | 42-22564/22663                                            | Motor R-2800-21; pequeña modernización al D-2-RA. |
| P-47D-4-RA               | 200                | 42-22664/22863                                            | Motor R-2800-21; P-47D-5-RE construidos en Evansville. |
| P-47D-5-RE               | 300                | 42-8403/8702                                              | Motor R-2800-21; usaba sobrealimentador General Electric C-21 y tenía provisión para inyección de agua; soporte ventral reintroducido para bomba o depósito de combustible y que fue estándar en todos los P-47 en adelante; el 42-8702 equipado con cubierta de burbuja y redesignado XP-47K. |
| P-47D-6-RE               | 350                | 42-74615/74964                                            | Motor R-2800-21; cambios menores en el sistema eléctrico. |
| P-47D-10-RE              | 250                | 42-74965/75214                                            | Nuevo motor R-2800-63 y cambios en el sistema de inyección de agua. |
| P-47D-11-RE              | 400                | 42-75215/75614                                            | Motor R-2800-63; contenía todas las características introducidas entre el D-5 y el D-10; inyección de agua unida a la palanca de gases. |
| P-47D-11-RA              | 250                | 42-22864/23113                                            | Motor R-2800-63; idéntico al P-47D-11-RE. |
| P-47D-15-RE              | 446                | 42-75615/75814, 42-76119/76364                            | Motor R-2800-63; primer modelo de P-47 con soportes subalares; alas reforzadas. |
| P-47D-15-RA              | 157                | 42-23143/23299                                            | Motor R-2800-63; el 42-23297 y el 42-23298 convertidos al XP-47H motores Chrysler IV-2220-11 en V invertida; idéntico al P-47D-15-RE. |
| P-47D-16-RE              | 254                | 42-75865/76118                                            | Motor R-2800-63; cambios menores en el sistema de combustible. |
| P-47D-16-RA              | 29                 | 42-23114/23142                                            | Motor R-2800-63; idéntico al P-47D-16-RE. |
| P-47D-20-RE              | 486                | 42-25274/25322, 42-76365/76614                            | Nuevo motor R-2800-59; soportes subalares modificados; el 42-76614 equipado con mayor capacidad de combustible y cubierta de burbuja como XP-47L. |
| P-47D-20-RA              | 187                | 43-25254/25440                                            | Motor R-2800-59; idéntico al P-47D-20-RE. |
| P-47D-21-RE              | 216                | 42-25323/25538                                            | Motor R-2800-59; cambios en el sistema de inyección de agua. |
| P-47D-21-RA              | 224                | 43-25441/25664                                            | Idéntico al P-47D-21-RE. |
| P-47D-22-RE              | 850                | 42-25539/26388                                            | Motor R-2800-59; hélice de la fábrica Farmingdale Hamilton Standard de palas de remo. |
| P-47D-23-RA              | 889                | 42-27389/28188, 43-25665/25753                            | Motor R-2800-59; hélice de la fábrica Evansville cambiada a la Curtiss Electric de palas de remo. |
| P-47D-25-RE              | 385                | 42-26389/26773                                            | Motor R-2800-59; cubierta de burbuja; capacidad de combustible aumentada de 1155 a 1400 litros. |
| P-47D-26-RA              | 250                | 42-28189/28438                                            | Motor R-2800-59; idéntico al P-47D-25-RE. |
| P-47D-27-RE              | 615                | 42-26774/27388                                            | Motor R-2800-59; sistema de inyección de agua mejorado. |
| P-47D-28-RE              | 750                | 44-19558/20307                                            | Motor R-2800-59; hélice de la fábrica Farmingdale cambiada a la Curtiss Electric de palas de remo; añadida radio brújula. |
| P-47D-28-RA              | 1028               | 42-28439/29466                                            | Motor R-2800-59; idéntico al P-47D-28-RE. |
| P-47D-30-RE              | 800                | 44-20308/21107                                            | Motor R-2800-59; añadidos frenos aéreos bajo las alas. |
| P-47D-30-RA              | 1800               | 44-32668/33867, 44-89684/90283                            | Motor R-2800-59; idéntico al P-47D-30-RE. |
| P-47D-40-RA              | 665                | 44-90284/90483, 45-49090/49554                            | Motor R-2800-59; aleta dorsal añadida al estabilizador vertical. |
| Total P-47D              | 12558              |                                                           | |
| P-47G-CU                 | 20                 | 42-24920/24939                                            | P-47G que fueron construidos por Curtiss y usados para entrenamiento estático; el P-47G-CU era idéntico al P-47C-RE. |
| P-47G-1-CU               | 40                 | 42-24940/24979                                            | Idéntico al P-47C-1-RE. |
| P-47G-5-CU               | 60                 | 42-24980/25039                                            | Idéntico al P-47D-1-RE. |
| P-47G-10-CU              | 80                 | 42-25040/25119                                            | Idéntico al P-47D-5-RE. |
| P-47G-15-CU              | 154                | 42-25120/25273                                            | Idéntico al P-47D-10-RE; dos convertidos a la variante de entrenamiento TP-47G. |
| Total P-47G              | 354                |                                                           | |
| XP-47J                   | 1                  | 43-46952                                                  | Prototipo aligerado; fuselaje construido nuevo; armamento reducido. |
| Total XP-47J             | 1                  |                                                           | |
| P-47M-1-RE               | 130                | 44-21108/21237                                            | Variante de alta velocidad usando el motor R-2800-57, diseñado para combatir a los aviones a reacción y cohete alemanes. |
| Total P-47M              | 130                |                                                           | |
| P-47N-1-RE               | 550                | 44-87784/88333                                            | Variante de largo alcance diseñado para servir en el Teatro del Pacífico; motor R-2800-57; alas mayores con puntas cuadradas; capacidad de combustible aumentada; automatismo de algunos controles del motor.                                                                                  |
| P-47N-5-RE               | 550                | 44-88334/88883                                            | Motor R-2800-57; soportes de "longitud cero" para cohetes de 127 mm; piloto automático. |
| P-47N-15-RE              | 200                | 44-88884/89083                                            | Motor R-2800-73 o -77; nuevos soporte para bombas y mira; piloto automático no disponible en este modelo. |
| P-47N-20-RE              | 200                | 44-89084/89283                                            | Motor R-2800-73 o -77; añadido sistema de combustible de reserva. |
| P-47N-25-RE              | 167                | 44-89284/89450                                            | Motor R-2800-73 o -77; alas reforzadas y más automatismo de los sistemas de control del motor. |
| P-47N-20-RA              | 149                | 45-49975/50123                                            | Motor R-2800-73 o -77; los P-47N finales, y por ende, los P-47 finales, fueron construidos en la fábrica de Evansville. |
| Total P-47N              | 1816               |                                                           | |
| Total, todos los modelos | 15636              |                                                           | |

## Historia operacional

### Alemania
Muchos aparatos aliados fueron derribados y cayeron en territorio controlado por Alemania. La gran parte acabaron siendo reciclados para fabricar aviones alemanes, pero unos pocos fueron reparados y vueltos a poner en servicio, destinándose a una unidad de la Luftwaffe conocida como Zirkus Rosarius. La unidad fue formada a mediados de 1944 para evaluar las prestaciones de vuelo y combate de los aparatos aliados. Al menos dos P-47 capturados sirvieron en la unidad: 
- P-47D-15-RE, matrícula 42-75971, (T9+LK). Perteneciente al 301st Fighter Squadron del 332nd FG y capturado intacto en mayo de 1944 en Italia por un error del piloto.[21]
- P-47D-2-RA, matrícula 42-22490, (T9+FK). Perteneciente al 358th Fighter Squadron del 355nd FG y capturado intacto en noviembre de 1943 cuando regresaba de una misión de escolta. El avión se quedó sin combustible sobre Francia debido al fuerte viento de frente y el pilotó desorientado aterrizó en la base aérea de Caen pensando que estaba ya sobre Reino Unido.[22][23]

Hay que señalar que tanto la RAF como las USAAF habían evaluado Fw 190A capturados, los adversarios de los P-47.

### Birmania

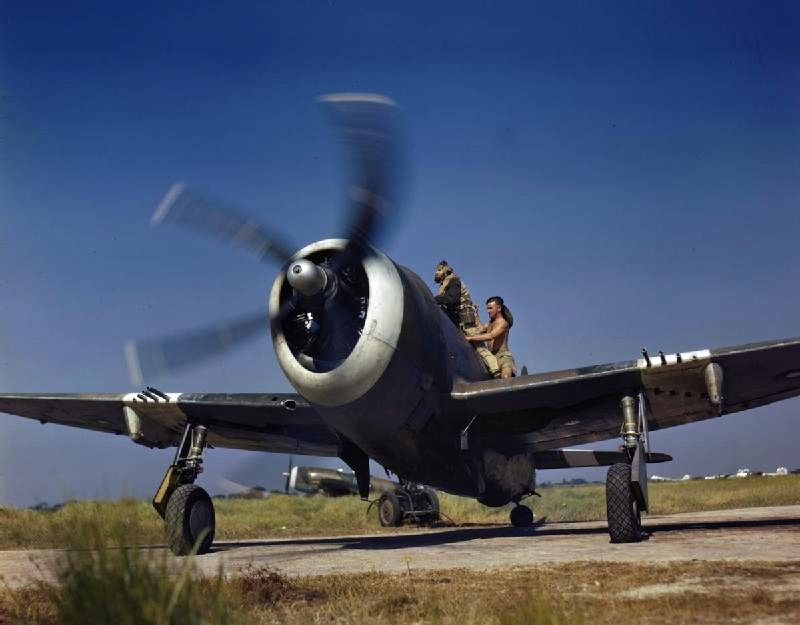
Republic P-47 Thunderbolt D en Birmania hacia 1945.

El Republic P-47 demostró ser un formidable avión de ataque a tierra y en el servicio de la RAF fue especialmente devastador durante los combates en Birmania en 1945. Allí, el Thunderbolt se desplegó utilizando el sistema de 'rango de cabina' que resultó tan efectivo para los Hawker Typhoon durante la Batalla de Normandía. Patrullas permanentes se mantenían volando cerca de la línea del frente, y cuando se necesitaran, los Thunderbolt serían dirigidos a objetivos específicos por controladores terrestres desplegados entre las unidades del Ejército en contacto con el enemigo. Los efectos del bombardeo aéreo que desencadenaron los Thunderbolt fueron devastadores con demasiada frecuencia.
Aunque solo se unió al Escuadrón 34 en 1945, Angus Findon rápidamente se vio envuelto en las últimas batallas de la Segunda Guerra Mundial, como atestiguan las numerosas entradas en el libro de registro de su piloto. En particular, él y sus compañeros pilotos de Thunderbolt, que a menudo operaban junto a Spitfire de la RAF, jugaron un papel vital en la Batalla de Sittang Bend.
El 2 de julio de 1945, una patrulla gurkha tendió una emboscada a una pequeña unidad enemiga y capturó una bolsa de despacho que contenía una copia del plan operativo para una fuga que estaba planeando el ejército japonés. Advertidos, los aliados estaban listos cuando llegó el ataque enemigo.
Tan rápida y destructiva fue la respuesta de la RAF, que la ruptura terminó en un desastre para los japoneses, que sufrieron pérdidas tan graves que algunas formaciones fueron destruidas. La batalla de Sittang Bend puso fin a la guerra en Birmania.

### Brasil

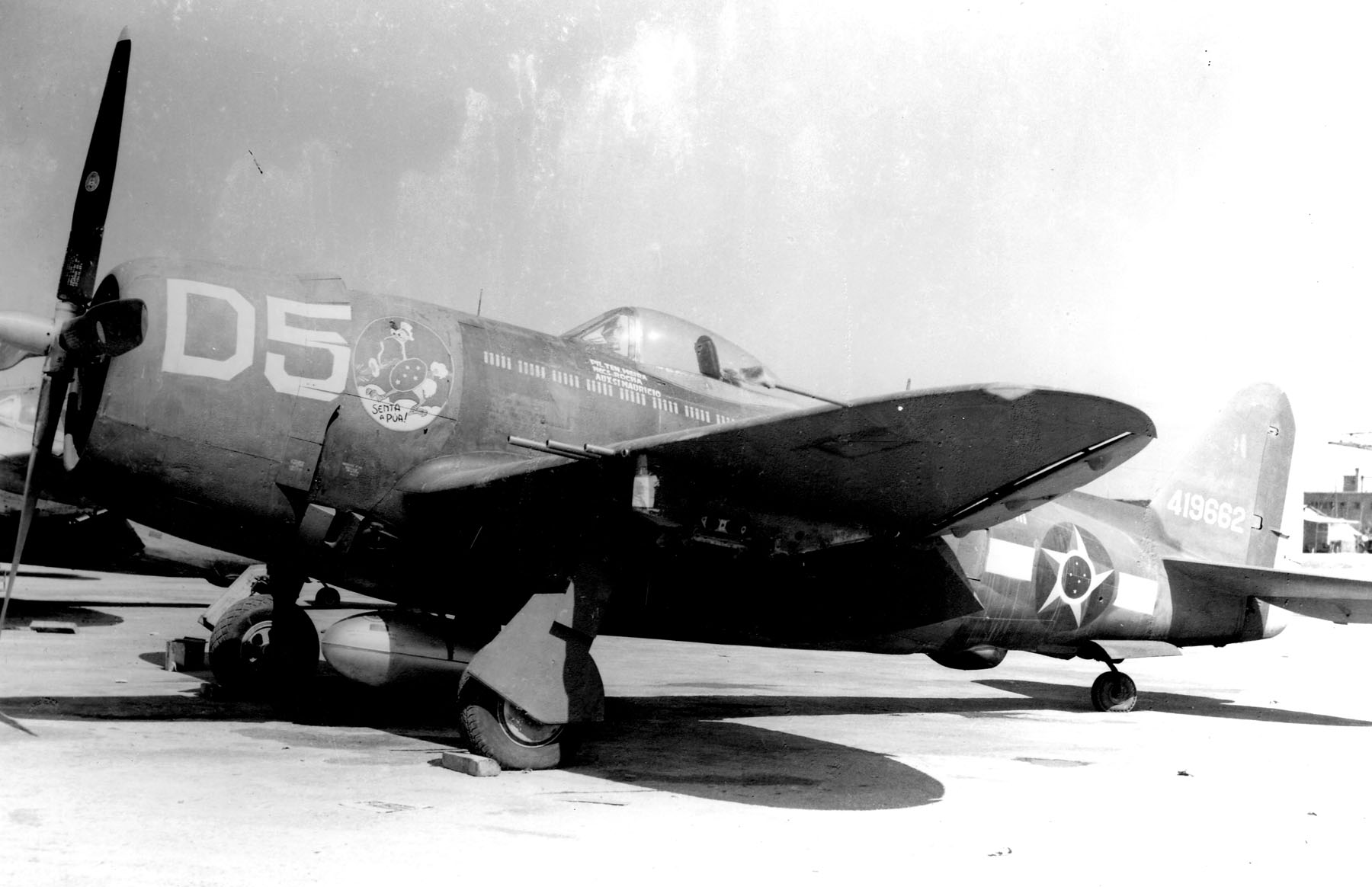
Emblema brasileño Senta a Pua! del 1° GAVCA en el morro de sus P-47D.

En diciembre de 1943, Brasil creó el 1º Grupo de Aviação de Caça (1.º GAVCA), que fue enviado a Panamá para entrenarse con aviones Curtiss P-40C. Posteriormente, el GAVCA fue enviado a los Estados Unidos para realizar la transición al P-47, volando una media de 70 horas por piloto para certificarse como piloto de combate.
En octubre de 1944, el 1.º GAVCA llegó a Italia, siendo subordinado al 350.º FG de las USAAF con base en Tarquinia (en diciembre de 1944 se mudaría a Pisa), y siendo destinado a realizar misiones de apoyo táctico. El 6 de noviembre de 1944, el grupo a perdió su primer piloto, derribado por fuego antiaéreo sobre Bolonia. El 11 de noviembre, el 1.º GAVCA comenzó a operar de modo autónomo, hasta entonces lo había hecho en formaciones mixtas con las USAAF.
Brasil recibió un lote de 118 P-47B a finales de 1944, que, basados en Brasil, fueron asignados para entrenamiento de pilotos. Adicionalmente, se recibieron 117 P-47D, incluidos los 48 P-47D-25 entregados al 1.º GAVCA en Italia. Los P-47 empleados en Italia tenían pintadas las insignias brasileñas. Se perdieron 19 P-47 en combate y 4 en accidentes. Con el final de la guerra, los P-47D supervivientes fueron repatriados a Brasil junto con los 19 P-47D-40 adicionales recibidos de las USAAF para cubrir pérdidas. En la posguerra, Brasil recibió unos 50 P-47 adicionales como parte de la ayuda americana. Los P-47 Thunderbolt estuvieron en servicio hasta 1958.

### Cuba
En Cuba, los P-47D recibidos con la ayuda americana en 1952 entraron en combate con Batista. En septiembre de 1957, aviones P-47 y B-26 se emplearon para acabar con la sublevación contra Batista en Cienfuegos. Posteriormente, con la Revolución, se emplearían por primera vez en los vuelos de patrulla para interceptar al yate Granma un par de P-47, durante estos vuelos ametrallaron por error a un barco hondureño, causando algunos muertos y heridos. En los años siguientes, los P-47 tomaron parte en varias misiones de bombardeo de las posiciones rebeldes. Tras la Revolución, la Fuerza Aérea Revolucionaria declaraba 3 F-47D en servicio en los tiempos de la invasión de Bahía Cochinos, aunque dados los problemas con sus repuestos durante los años anteriores, es dudoso que estuvieran en condiciones de vuelo.

### Estados Unidos

#### Europa

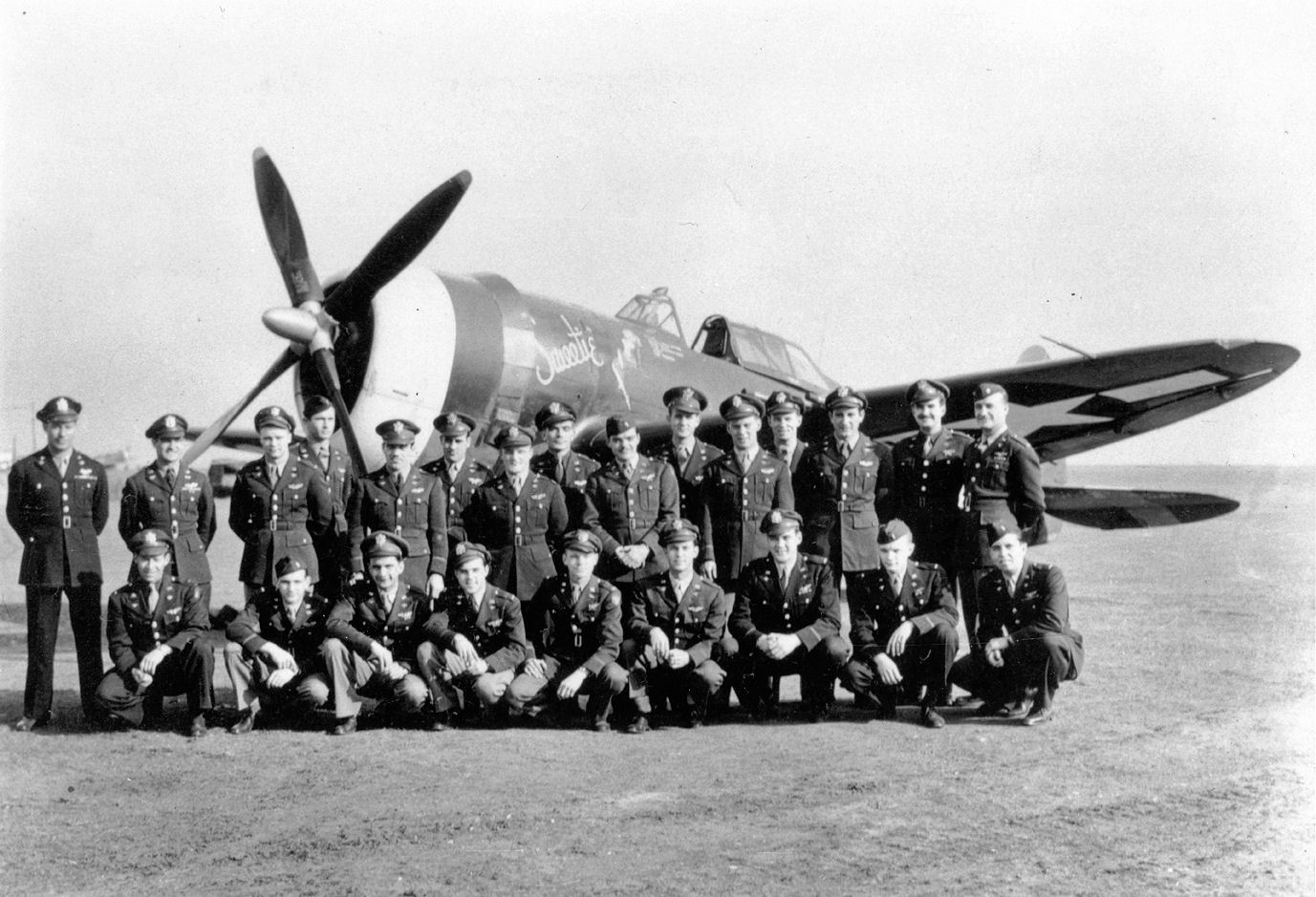
Pilotos estadounidenses del Escuadrón de Cazas 486.º frente a un P-47D Thunderbolt llamado "Sweetie" en la base aérea de Bodney en marzo de 1944.

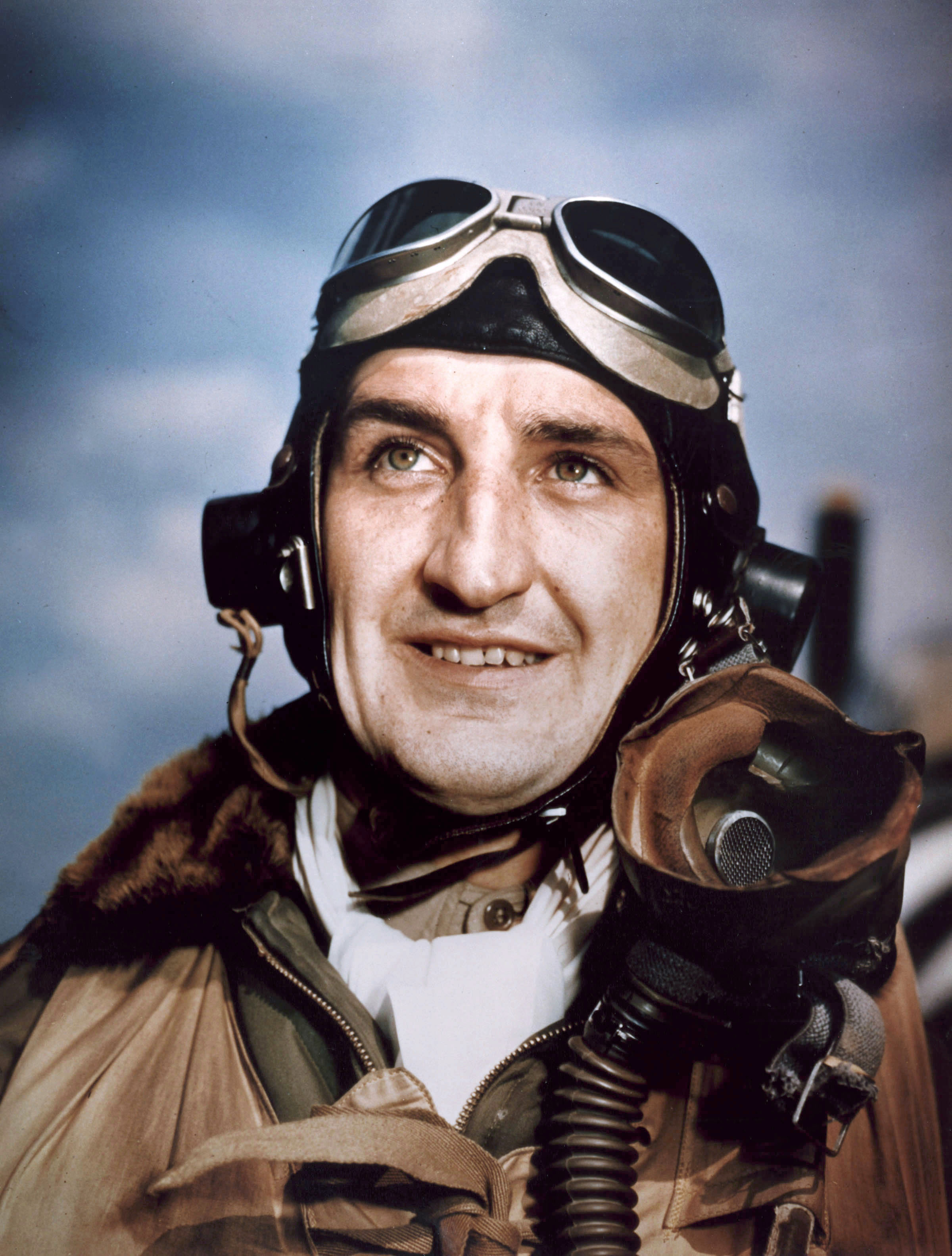
Teniente coronel Francis S. "Gabby" Gabreski.

El 56.º Grupo de Cazas (56th FG) fue el primero que introdujo el P-47 en servicio. A finales de 1942 fue enviado a Europa, llegando a Inglaterra en enero de 1943 y recibiendo allí la primera versión considerada apta para combate, el P-47C. Otros dos experimentados grupos de caza basados en Inglaterra fueron obligado a regañadientes a reemplazar sus cazas por el P-47 en los meses iniciales de 1943. Debido a la carencia de P-38 Lighting por las necesidades del Norte de África, y al escaso alcance del Spitfire, el P-47 fue el elegido por el VIII Fighter Command para escoltar a los bombarderos estadounidenses sobre la Europa ocupada, misión distinta a la del diseño del avión. Después de ser realizadas modificaciones para ser considerado apto para el combate, el 15 de abril de 1943 el P-47 tuvo su bautismo de fuego en su primer combate aéreo, con el comandante Don Blakeslee del 4th Fighter Group logrando la primera victoria aérea del Thunderbolt (contra un Focke-Wulf Fw 190). Durante casi un año, el P-47 sería el principal caza estadounidense en Europa, al enfrentarse en gran número a los experimentados pilotos de caza de la Luftwaffe.
La versión P-47D entró en servicio poco después, fue el primer P-47 capaz de hacer frente en condiciones de igualdad al Me 109G y Fw 190. En el verano de 1943, los P-47 comenzaron sus primeras misiones de escolta de los bombarderos B-17 y B-24. A medida que iban llegando más unidades equipadas con P-47, el mismo se convirtió así en el caza estándar empleado por las USAAF contra la Luftwaffe, logrando desgastarla. A mediados de 1943, el Thunderbolt también estaba en servicio con la 12.ª Fuerza Aérea en Italia. Con las mejoras continuas en los depósitos de combustible se pudo finalmente escoltar a los bombarderos durante toda su misión, y en marzo de 1944 fueron capaces de llegar hasta Berlín, aunque para entonces ya habían empezado a entrar en servicio los P-51 Mustang, más baratos y con mayor autonomía, que acabarían sustituyendo como caza estándar a los Thunderbolt en la 8.ª Fuerza Aérea.
A finales de 1944 se produjo el P-47M, que incorporaba un motor más potente, que lo hacía más veloz y de este modo podía interceptar las bombas volantes V-1. Las pocas docenas de P-47 fueron destinadas al 56th Fighter Group (para entonces el único grupo equipado con P-47 del VIII Fighter Command). Nunca interceptaron V-1, sino que desde su entrada en servicio en la primavera de 1945, sus pilotos trataron de interceptar a los Messerschmitt Me 262 empleando su velocidad en picado, lanzándose desde su máxima altura de combate.
Aunque el North American P-51 Mustang reemplazó al P-47 en el papel de escolta de largo alcance en Europa, el Thunderbolt aún terminó la guerra con 3752 victorias aéreas en más de 746 000 incursiones de todo tipo, a costa de 2499 P-47 perdidos por todas las causas en combate. Al final de la guerra, el 56th Fighter Group era el único de la 8.ª Fuerza Aérea que usaba el P-47, con preferencia en lugar de los P-51. La unidad obtuvo 677,5 victorias aéreas y 311 terrestres, a un coste de 128 aviones. El teniente coronel Francis S. Gabreski obtuvo 28 victorias, el capitán Robert S. Johnson obtuvo 27 (con un derribo probable no confirmado que llevó a algunos a elevar su cuenta a 28), y el Comandante Coronel Hubert Zemke del 56th Fighter Group obtuvo 17,75 derribos. En Europa, 45 escuadrones de las USAAF combatieron con el P-47, asignados a misiones de ataque al suelo, aunque derribando durante sus misiones numerosos aviones alemanes.
Las USAAF pasaron a buscar la supremacía aérea total, ordenando en 1944 a los P-47 no solo escoltar bombarderos, sino también atacar aeródromos alemanes y cualquier objetivo de oportunidad. El P-47 se convirtió gradualmente en el mejor cazabombardero de las USAAF, armado normalmente con bombas de 227 kg, o cohetes de 5 in (127 mm) y cohetes de alta velocidad (HVAR M8 de 4,5 in (115 mm), también conocidos como "Holy Moses"). Con la elección del Mustang como caza principal, los Thunderbolt se asignaron a las unidades de apoyo táctico, llegando a equipar a casi 50 escuadrones en Europa. Desde el día D hasta el día de la victoria en Europa, los pilotos de Thunderbolt afirmaron haber destruido unos 86 000 vagones de ferrocarril, 9000 locomotoras, 6000 vehículos blindados de combate y 68 000 camiones.

#### Pacífico

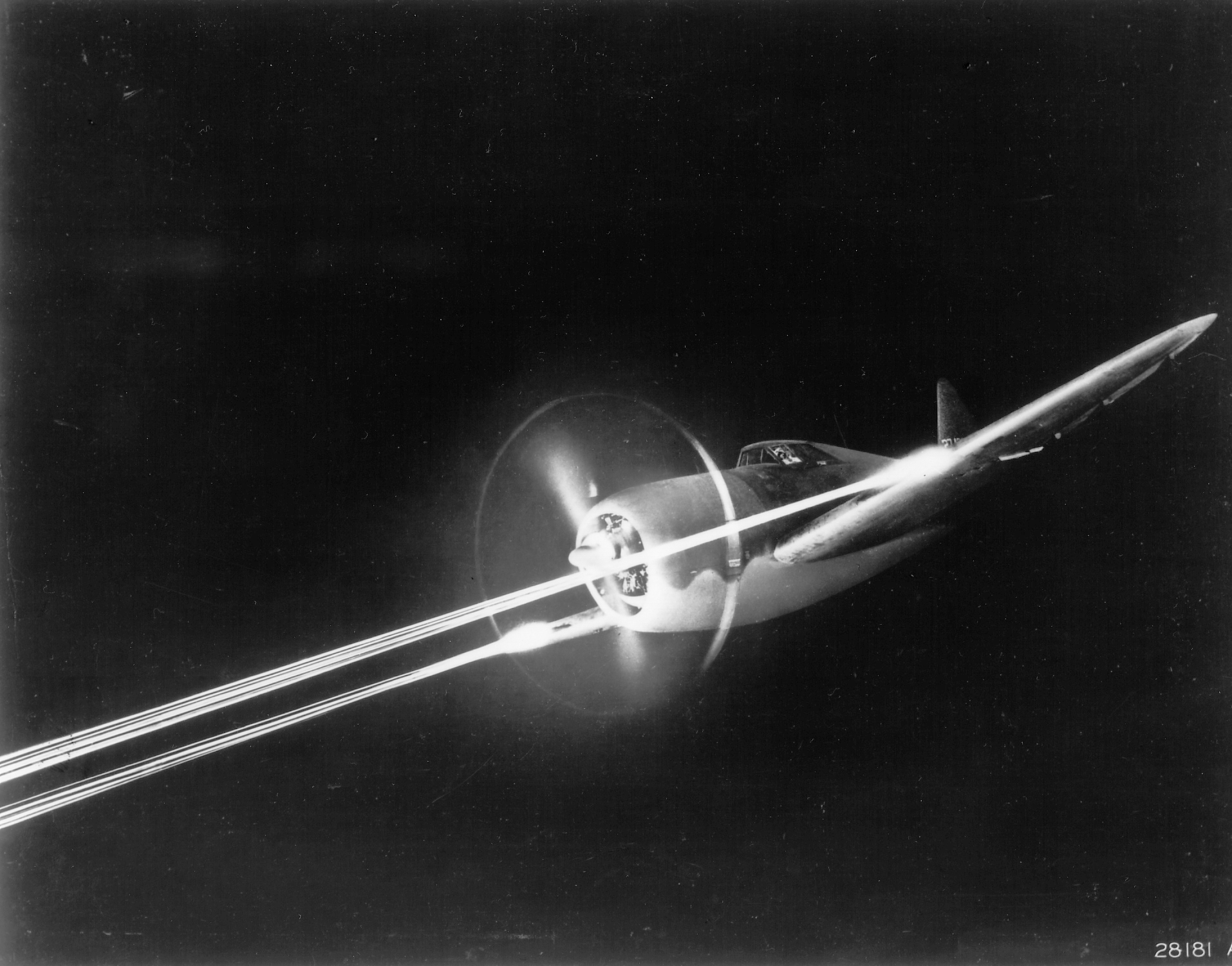
P-47G disparando sus ametralladoras M2 durante la noche.

En el Pacífico, el combate aéreo se daba preferentemente a baja cota, en misiones de apoyo táctico o en combates sobre el mar, y a priori no parecía lo ideal para un avión interceptor diseñado para combatir a gran altura. A pesar de las preferencias expresadas por los pilotos al ser el P-47 el único caza moderno disponible, se decidió destinarlo para equipar a las unidades allí destinadas. Los primeros P-47 llegaron al Pacífico en el verano de 1943 y se destinaron al 348th Fighter Group, con base en Puerto Moresby, Nueva Guinea. Los pilotos emplearon con gran éxito el P-47, empleando las tácticas desarrolladas por los pilotos estadounidenses con sus P-40. Estas tácticas consistían en aprovechar la potencia y velocidad de picado y rehuir el combate cercano con los ágiles cazas japoneses. En menos de seis meses, el 348th Fighter Group reclamó 150 victorias aéreas a cambio de 8 pilotos muertos. Al igual que en Europa, el aumento del alcance era una necesidad, pero la 5.ª Fuerza Aérea era más flexible e innovadora y en pocas semanas adaptó los tanques auxiliares de los P-38 Lightning, además pronto creó en sus talleres de Australia depósitos auxiliares de combustible adaptados específicamente al P-47.
En cuanto se recibieron más P-47, estos se destinaron a reemplazar a los P-40 y P-39 de los veteranos 35th y 49th Fighter Group. El P-47 siguió labrándose un buen nombre y solo era superado en prestaciones por el Lockheed P-38 Lightning en cuanto a radio de acción. Los escuadrones de las USAAF decidieron repartir los papeles y los P-47 fueron los encargados de proteger las bases aéreas, escoltar convoyes de transporte y acompañar a los bombarderos de medio y corto alcance. Pronto se empezaron a emplear en Nueva Guinea los P-47 como aviones de apoyo aéreo y ataque al suelo. La visita de Charles Lindbergh en 1944 sirvió para enseñar a los pilotos como hacer un uso más eficiente del combustible, lo que aumentó el radio de acción efectivo de las misiones de los P-47. Esto permitió emplear las mismas tácticas que en Europa y atacar las bases aéreas japonesas allá donde se encontraran. Como en Europa, las necesidades pronto lo llevaron a realizar misiones de ataque al suelo y apoyo aéreo, en las que demostró su valía.
Republic empezó el diseño del P-47N a raíz de la solicitud de la Fuerza Aérea estadounidense de un caza de escolta de largo alcance. Ante la competencia del P-51D, se creó una versión con alcance incrementado, muy bien recibido en las misiones de escolta de los B-29 sobre Japón, aunque fue más empleado en misiones de ataque. El diseño del P-47N se adaptó a las necesidades específicas del Pacífico, incluida la modificación para ser lanzado desde portaaviones para su entrega en bases en islas alejadas.
En un estilo típicamente estadounidense de realizar estadísticas, se ha publicado gran cantidad de información acerca del "Jug" y de sus logros. Los P-47 realizaron 546 000 salidas de combate desde marzo de 1943 hasta el día de la victoria, en agosto de 1945. Tienen un más que sobresaliente servicio de combate, con solo un 0,7 % de pérdidas por misión, y 4,6 aviones enemigos destruidos por cada P-47 perdido. Lanzaron 119 750 Tm de bombas, muchos miles de galones de napalm y dispararon 132 millones de cartuchos de calibre 12,7 mm y más de 60 000 cohetes. Consumieron 774 millones de litros de combustible en 1 934 000 horas de vuelo operacional. Las cifras declaradas de objetivos terrestres puestos fuera de combate son astronómicas, pero más importantes incluso son los 3752 aviones destruidos en combate aéreo sobre Europa (excluyendo Italia), más otros 3315 en tierra. Estas pérdidas desangraron a la Luftwaffe, que no podía reemplazarlas. De hecho, el P-47 fue el que desgastó a la Luftwaffe en combate aéreo sobre Europa, luego el P-51 entraría en servicio y terminaría el trabajo, rematando a la Luftwaffe y llevándose toda la fama.

#### Posguerra
Con el final de la Segunda Guerra Mundial, 5934 aparatos pedidos fueron cancelados. El P-47 continuó sirviendo con las Fuerzas Aéreas del Ejército de los Estados Unidos hasta 1947, el Mando Aéreo Estratégico de la USAAF desde 1946 hasta 1947, la Fuerza Aérea de los Estados Unidos hasta 1949 y la Guardia Aérea Nacional hasta 1953, recibiendo la designación F-47 en 1948.
Los P-47 sirvieron como observadores para aviones de rescate como el OA-10 Catalina y el Boeing B-17H. En 1950, los P-47 Thunderbolt fueron utilizados para reprimir la declaración de independencia en Puerto Rico por parte de los nacionalistas durante el levantamiento de Jayuya.
El P-47 no fue desplegado en la guerra de Corea. El P-51 Mustang fue utilizado por la Fuerza Aérea de los Estados Unidos, principalmente en el papel de apoyo aéreo cercano. Dado que el Mustang era más vulnerable a ser derribado (y muchos se perdieron a causa del fuego antiaéreo), algunos expilotos del P-47 sugirieron que el Thunderbolt, más duradero, debería haber sido enviado a Corea. Sin embargo, el P-51D estaba disponible en mayor número en los inventarios de la USAF y ANG.

### Francia
En diciembre de 1943, la escuadrilla GC II/5 Lafayette fue la primera en recibir cazas P-47D, dejando los Hawker Hurricane que habían empleado hasta entonces. Le siguieron durante los meses siguientes los GC 2/3 Dauphiné, GC 1/4 Navarre, GC 1/5 Champagne, GC 3/3 Ardennes, GC 2/6 Travail y GC 3/6 Roussillon. Todas ellas estaban basadas en Argelia y en mayo, los primeros P-47 se trasladaron a Córcega, donde formaban la 4eme Escuadre de Chasse. Los P-47 operaron encuadrados en unidades americanas en misiones de ataque al suelo. Tras el desembarco en el Sur de Francia, se mudaron a bases en el continente desde donde siguieron apoyando el avance aliado. Las USAAF transfirieron 446 P-47 a Francia, que equipó con ellos a siete grupos de caza (GC).
Tras la guerra, Francia pensó en enviar los P-47 a Indochina, pero se encontró con el veto de Estados Unidos, en parte porque los P-47 equipaban a alguna de las escuadrillas basadas en Alemania. A medida que aviones más modernos se incorporaron, los P-47 supervivientes fueron asignados a escuadrillas de entrenamiento (Escadron d'Entrainement a la Chasse, EEC) basadas en Argelia. A medida que la situación en Argelia se deterioró, pronto los P-47 se dedicaron en realidad exclusivamente a misiones de ataque al suelo hasta la retirada francesa, aunque por razones políticas seguían oficialmente asignados a entrenamiento.

### Guatemala
Seis P-47N retirados que la CIA adquirió para operaciones encubiertas fueron oficialmente encuadrados en la Fuerza Aérea de Nicaragua. El país donde vieron combate fue Guatemala. Los P-47 pintados en insignias guatemaltecas destruyeron rápidamente al puñado de P-26 y AT-6 del gobierno de Jacobo Arbenz en el golpe auspiciado por la CIA en 1954. Solo un P-47N sobrevivió al golpe y fue devuelto a Nicaragua, donde en 1955 derribó un P-51 Mustang costarricense durante una escaramuza fronteriza.

### México

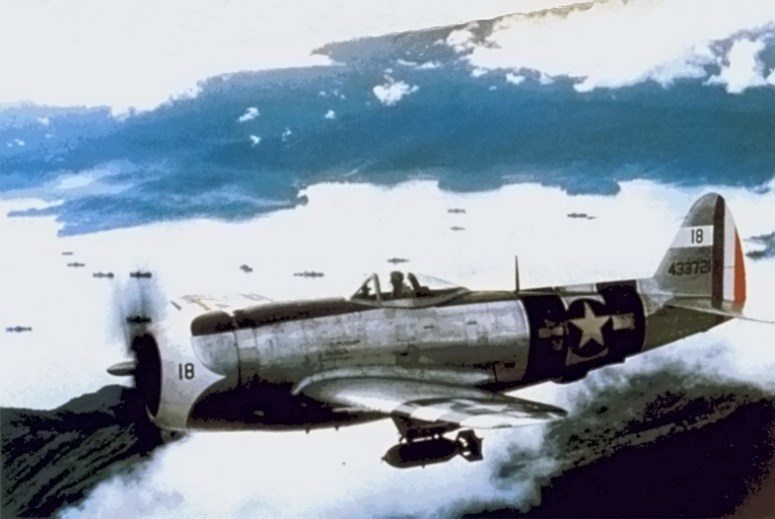
Un caza P-47D mexicano sobrevolando las Filipinas en 1945.

El Escuadrón Aéreo de Pelea 201 o Escuadrón 201 es una unidad de combate mexicana que durante la guerra del Pacífico combatió encuadrada dentro de la Fuerza Aérea Expedicionaria Mexicana (FAEM), del 1 de junio de 1945 hasta el fin de las hostilidades, con 300 elementos, entre el personal de tierra y pilotos, participando en 96 misiones de combate.

### Puerto Rico
La revolución portorriqueña comenzó el día 28 de octubre de 1950. Los nacionalistas buscaban mantener la revolución durante unas semanas, hasta que la opinión pública mundial reconociera que un problema muy grave existía en Puerto Rico. En el pueblo de Jayuya, los nacionalistas se apoderaron del cuartel de policía, la estación de correos, y la oficina de reclutamiento del Ejército de Estados Unidos. Como respuesta, los pueblos de Jayuya y Utuado fueron bombardeados por aviones P-47 Thunderbolt de la Guardia Aérea Nacional de Puerto Rico. Los aviones atacaron con bombas, cohetes y ametralladoras, devastando el 70 % de Jayuya.

### Reino Unido

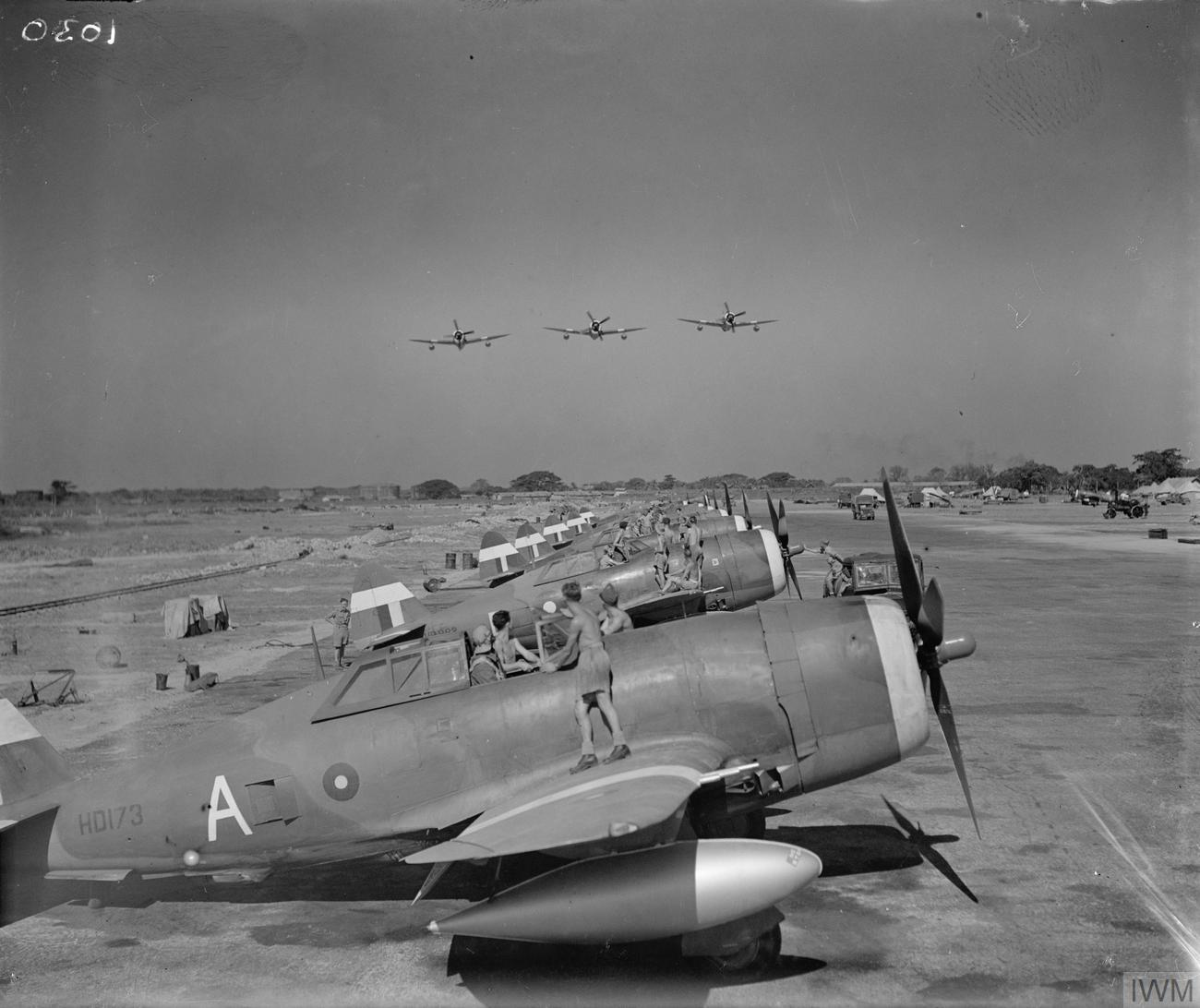
Thunderbolts del 135 Squadron de la RAF, basado en Chittagong.

La Real Fuerza Aérea evaluó el P-47D en 1943 para su empleo en Europa. Lo eligió, pero finalmente decidió destinarlo a sus unidades en el Lejano Oriente. En Europa ya tenía suficientes aviones de primera línea, mientras que sus unidades de Asia había sido tradicionalmente relegadas y estaban principalmente equipadas en 1944 con Curtiss Hawk 75 y Hawker Hurricane Mk II. Además de modernizar a sus unidades, se dotaba así a la RAF con un caza polivalente que podría realizar misiones de cazabombardero, superioridad aérea y a la vez escoltar a los cada vez más numerosos bombarderos B-24 Liberator que operaban desde India. En septiembre de 1944, el 135th Squadron hizo la transición al P-47, seguido en los meses siguientes por otros 14 escuadrones (aunque no todos entraron en combate). Los P-47 vieron bastante servicio en Birmania, principalmente en misiones de ataque al suelo.
Con el final de la guerra, dos escuadrones se destinaron a Batavia, entonces colonia holandesa. Allí lucharon contra los independentistas indonesios. Una vez acabada la guerra, los escuadrones cambiaron los P-47 por otros aviones de fabricación británica.
La única unidad de la RAF equipada con P-47 y basada fuera de Asia fue el 73 OTU, una unidad de entrenamiento. La RAF recibió un total de 830 aviones P-47D.

### Taiwán
Tras la guerra, en 1948, el Gobierno chino recibió 70 P-47D que empleó en la guerra civil contra los comunistas. Los aviones supervivientes se refugiaron en Taiwán. En 1952, el portaaviones estadounidense USS Windham Bay llevó a Taiwán un cargamento de 42 P-47N, como parte del paquete de ayuda militar de Estados Unidos para enfrentarse a los comunistas.
En 1950, un P-47N Thunderbolt basado en Taiwán fue derribado sobre Xiamen por fuego antiaéreo. Varios P-47 más se perdieron en las frecuentes escaramuzas con aviones chinos, incluidos MiG-15. Los P-47 llegaron a reclamar el derribo de algún MiG-15 chino.

## Galería

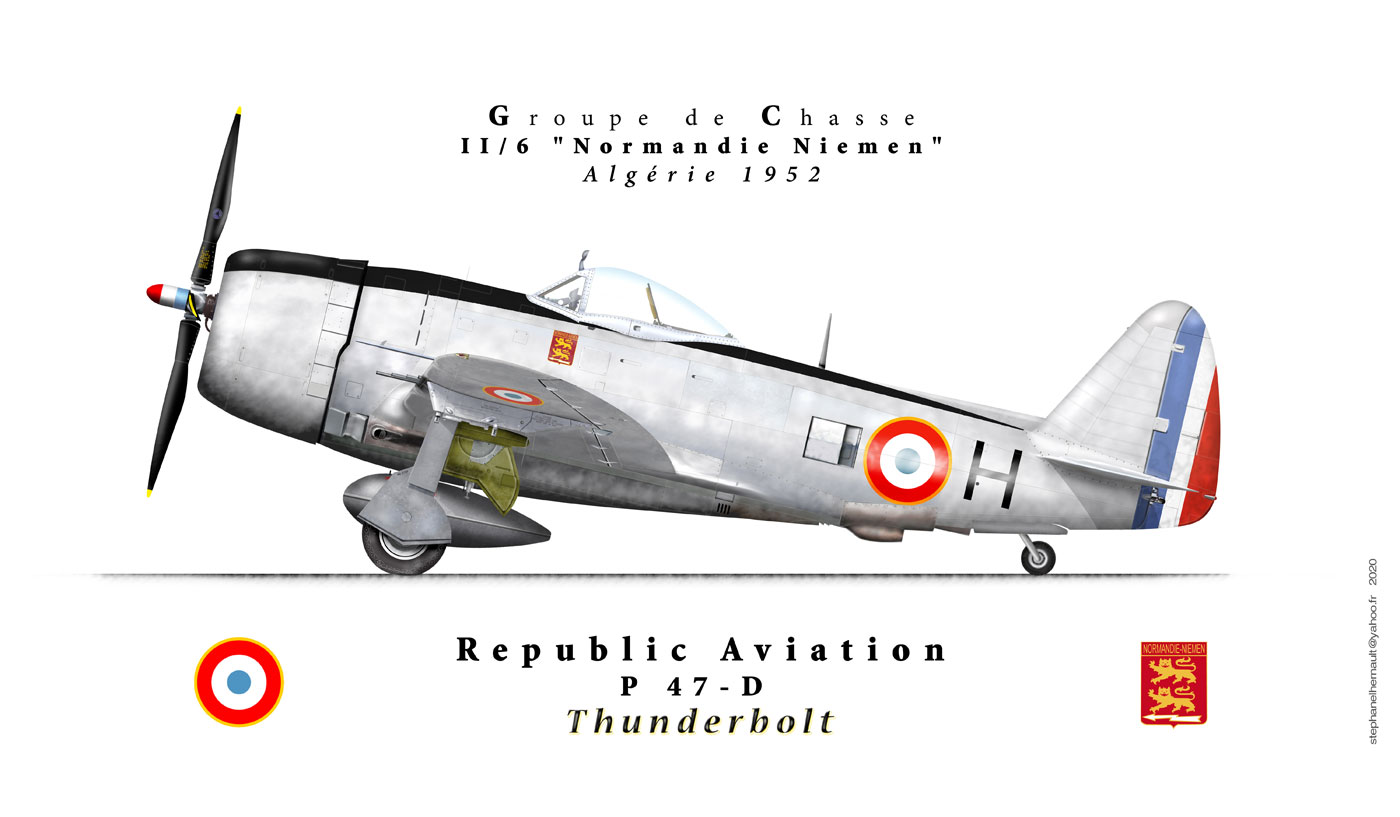
P47 D French Algeria 1952
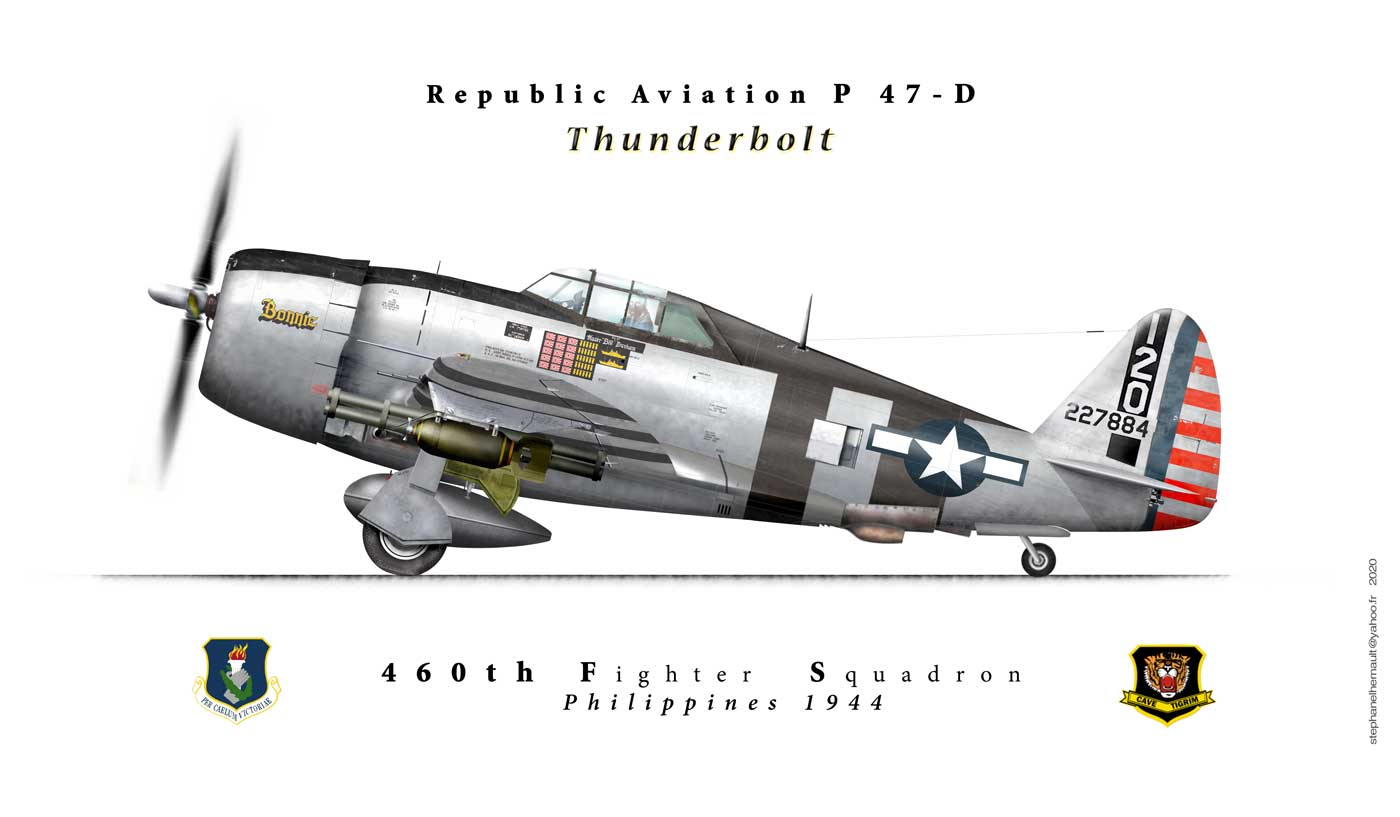
P47D 460th Fighter squadron Philippines 1944
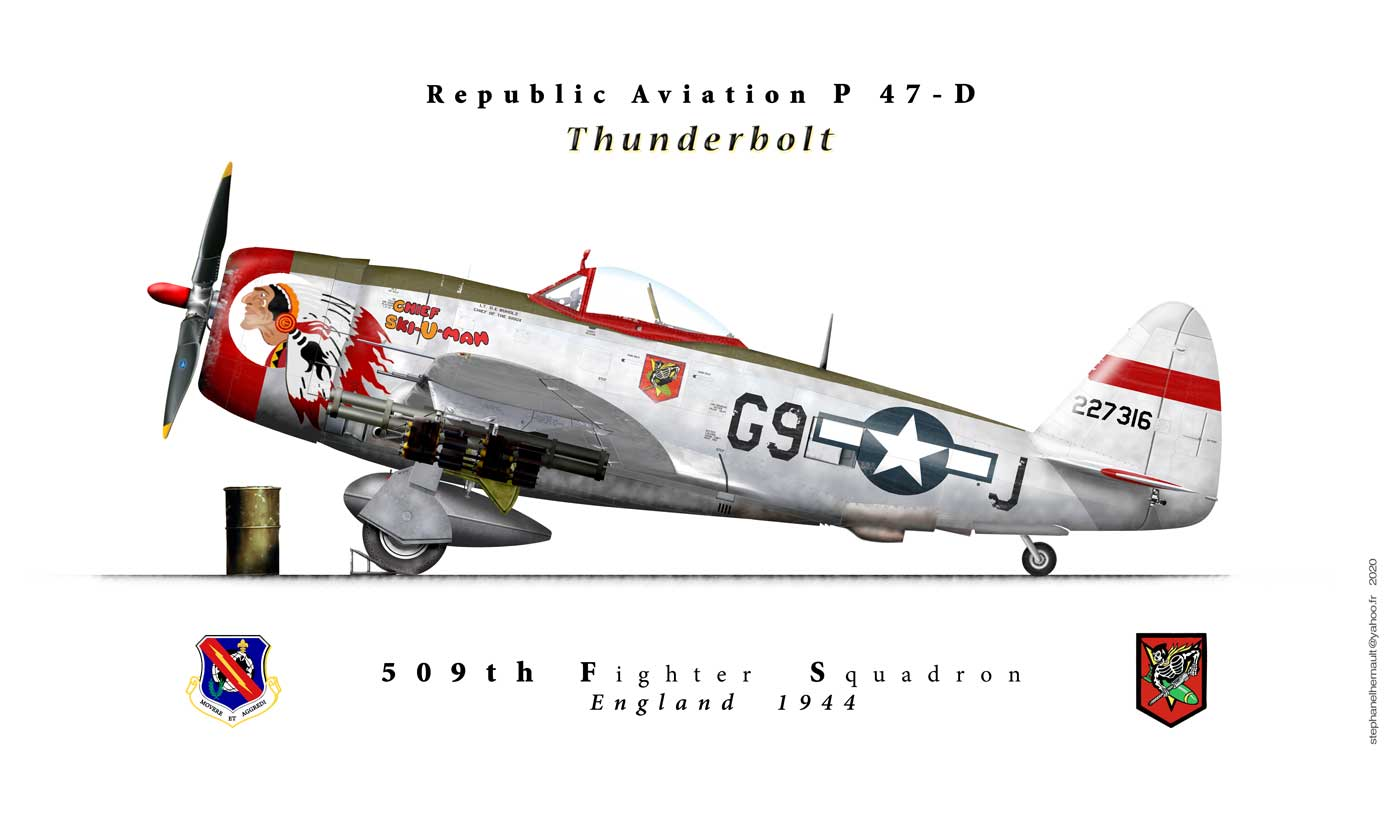
P47D 509th Fighter squadron England 1944
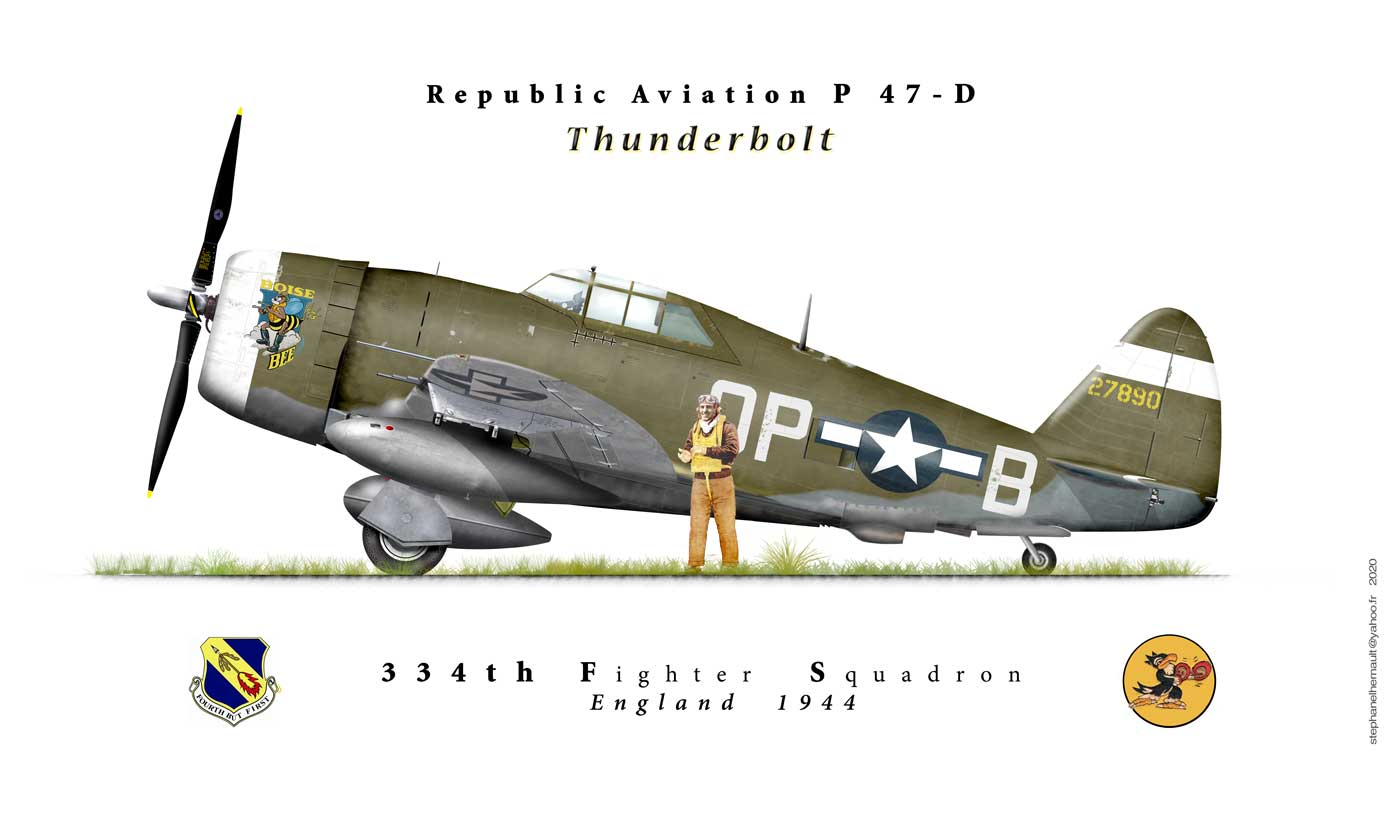
P47D 334th Fighter Squadron England 1944
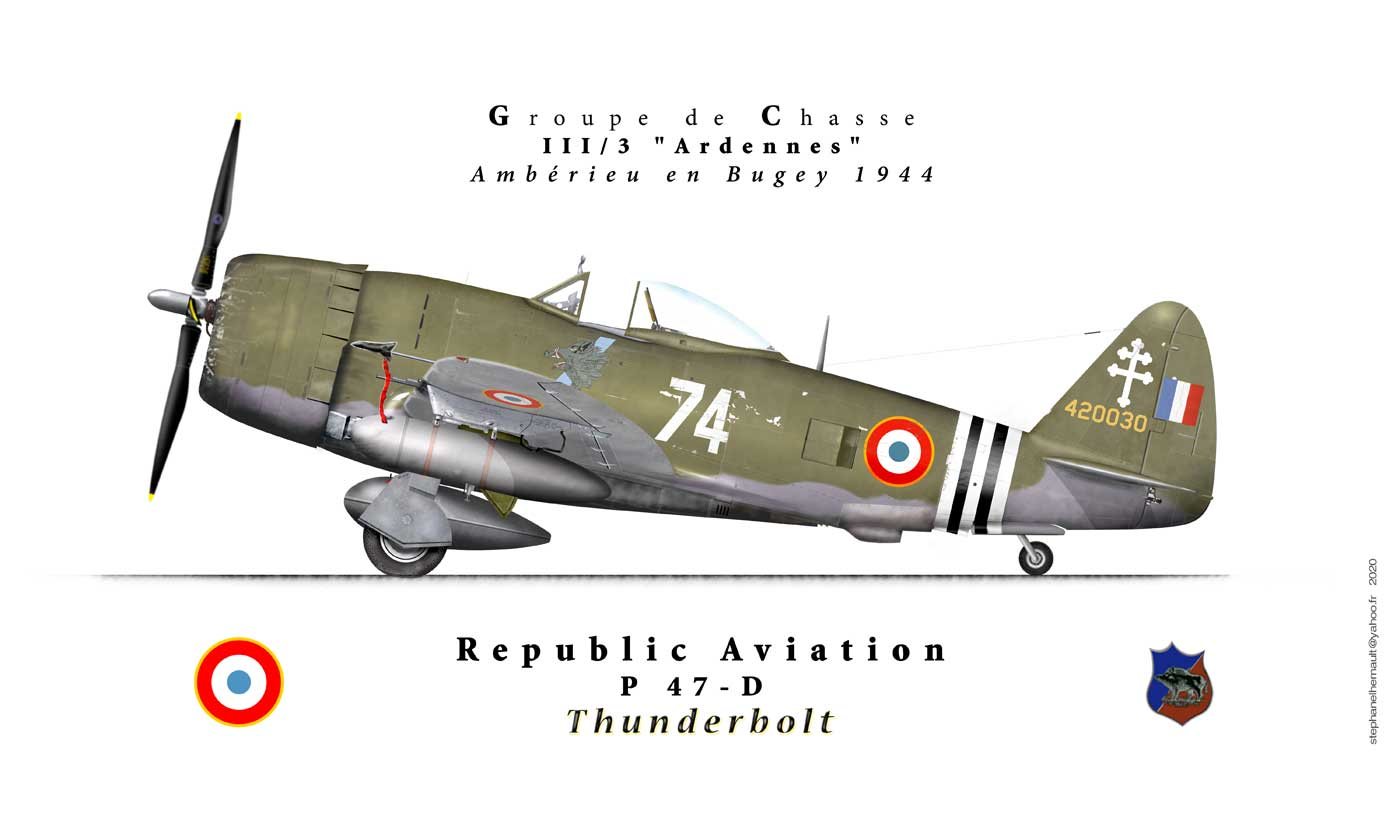
P47D Groupe de chasse III/3 Ardennes 1944

## Especificaciones (P-47N)

### Características generales
- Tripulación: Uno (piloto)
- Longitud: 11 m (36,1 ft)
- Envergadura: 12,4 m (40,7 ft)
- Altura: 4,5 m (14,7 ft)
- Superficie alar: 27,9 m² (300 ft²)
- Peso vacío: 4536 kg (9997,3 lb)
- Peso cargado: 7938 kg (17 495,4 lb)
- Peso máximo al despegue: 7938 kg (17 495,4 lb)
- Planta motriz: 1× Motor radial de 18 cilindros en dos filas refrigerado por aire Pratt & Whitney R-2800-59 Double Wasp.
  - Potencia: 1890 kW (2606 HP; 2570 CV)
- Hélices: 1× Cuatripala Curtiss de 3,96 m de diámetro o Hamilton Standard de 4,01 m de diámetro por motor.

### Rendimiento
- Velocidad máxima operativa (Vno): 660 km/h (410 MPH; 356 kt) a 9145 m
- Alcance en combate: 1290 km (697 nmi; 802 mi)
- Alcance en ferry: 2900 m (9514 ft)
- Techo de vuelo: 13 100 m (42 979 ft)
- Régimen de ascenso: 15,9 m/s (3130 ft/min)
- Carga alar: 284,8 kg/m² (58,3 lb/ft²)
- Potencia/peso: 238 W/kg

### Armamento
- Ametralladoras: 

  - 8x M2 Browning de 12,7 mm (.50), con 267 o 425 proyectiles cada una
- Bombas: 3 de 500 libras (226 kg c/u, 778 kg en total)
- Cohetes: 

  - 10x HVAR de hasta 127 mm (63,5 kg c/u, 635 kg en total)

## Aeronaves relacionadas

### Desarrollos relacionados
- Republic XP-72
- Seversky P-35
- Republic P-43 Lancer

### Aeronaves similares
- Focke-Wulf Fw 190
- Grumman F4F Wildcat
- Grumman F6F Hellcat
- Vought F4U Corsair
- Nakajima Ki-84
- Mitsubishi A7M
- Hawker Typhoon
- Hawker Tempest

### Secuencias de designación
- Secuencia P-_ (Cazas (Pursuit) del USAAC/USAAF/USAF, 1924-1962): ← P-44 - P-45 - XP-46 - P-47 - XP-48 - XP-49 - XP-50 →